# 遺南氏魚
遺南氏魚，為輻鰭魚綱水珍魚目小口兔鮭科的其中一種，為深海魚類，分布於東大西洋愛爾蘭西南、地中海西部與西撒哈拉外海；西北大西洋加拿大海域，棲息深度300-500公尺，體長可達18公分，棲息在中層水域，生活習性不明。